# عبد الله إدريس
عبد الله إدريس (مواليد 16 أغسطس 1999، لاعب كرة قدم إماراتي يجيد اللعب في الظهير الأيسر مع نادي الجزيرة في دوري الخليج العربي الإماراتي .
مثل نادي الجزيرة في الفئات السنية وتدرج معهم حتى وصل للفريق الأول عام 2017 .

## روابط خارجية
- عبد الله إدريس على موقع ناشيونال فوتبول تيمز (الإنجليزية)
- عبد الله إدريس على موقع Soccerway.com (الإنجليزية)